# Troas

Landkarte der Troas

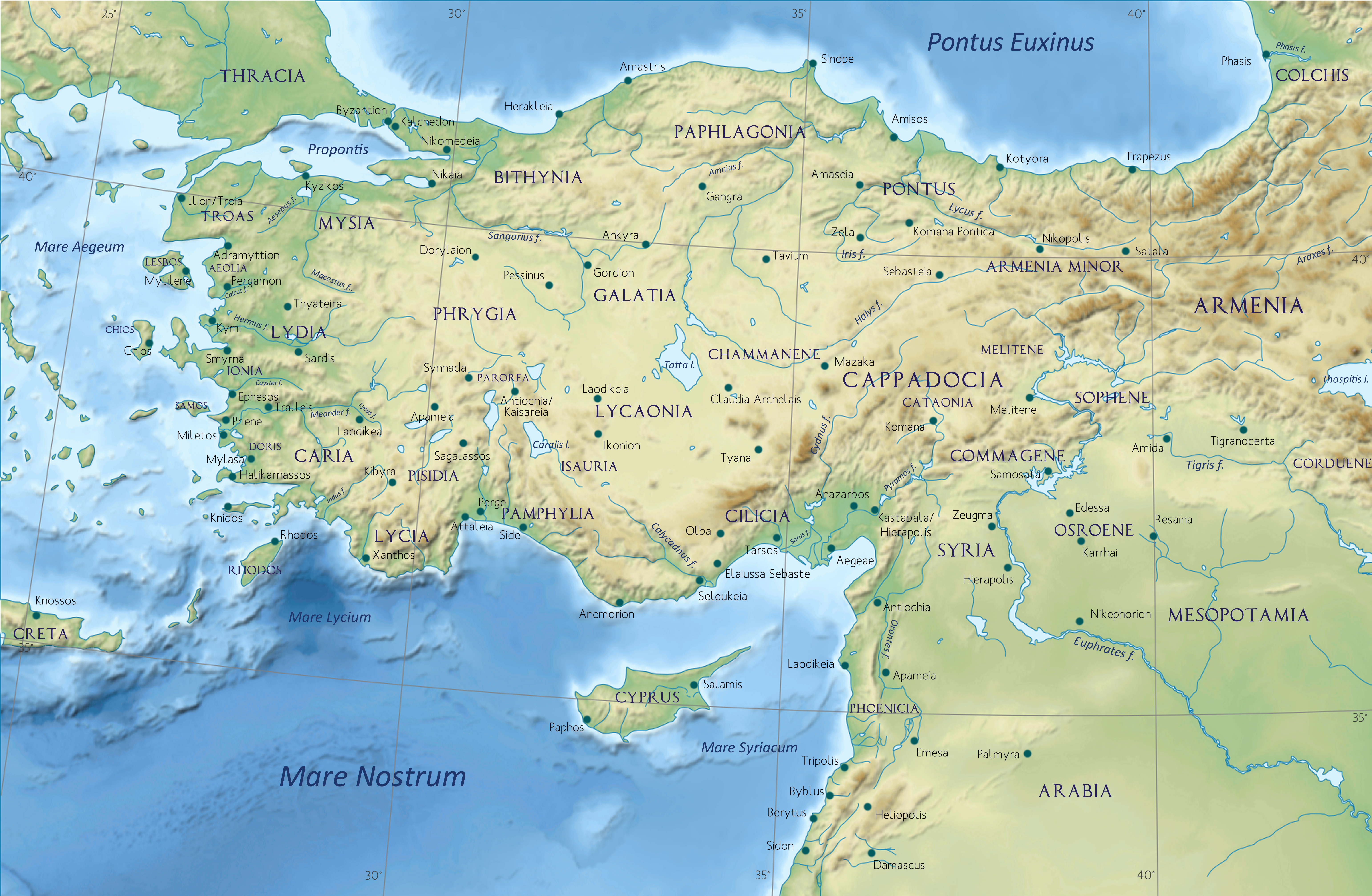
Landkarte von Kleinasien von 332 v. Chr. bis 395 n. Chr. (lateinische Beschriftung)

Troas (altgriechisch Τρῳάς) ist der antike Name einer Landschaft im nordwestlichen Teil Kleinasiens, südöstlich der Meerenge der Dardanellen (im Altertum Hellespont) und nördlich der Insel Lesbos. Ein Bergmassiv im Südosten und Osten trennte sie vom Rest Kleinasiens. Die Troas umgab die antike Stadt Troja. Nach Stephanos von Byzanz nannte man die Troas auch Teukris, Dardania oder Xanthe.

## Topografie
Das Gebiet der Troas bestand aus dem Einzugsgebiet dreier Flüsse, des Simoïs (Dümrek Çayı) im Norden, des Skamander (Karamenderes Çayı) und des Satnioeis (Tuzla Çayı) im Süden. Im Westen und Süden grenzte sie an das Ägäische Meer, die Nord- und Ostgrenze war schon in der Antike unklar (vgl. Strabon: Geôgraphiká. 13. Buch). Strabon orientierte sich an Homer, als er die Nordostgrenze der Troas an den Fluss Aisepos (Gönen Çayı) und die Südostgrenze an den Golf von Adramyttion (Edremit Körfezi) legte. Die Troas wurde größtenteils von den Verzweigungen des bis zu 1774 Metern Höhe steil aufsteigenden waldreichen Idagebirges (Kaz Dağı) eingenommen, zwischen denen sich nur das Tal des Skamander hinzieht, der zum Hellespont hinab mehrere breitere Stufenebenen durchfließt.

## Namensherkunft
Die Troas wurde nach ihren Bewohnern, den bei Homer genannten Trojanern (Τρῶες Trōes), benannt. Das Volk erhielt seinen Namen von einem mythischen Eponymos, dem König Tros, einem Enkel des Dardanos. Zur Herkunft der Trojaner und einer Verwandtschaft mit anderen Völkern ist nichts bekannt, Reste einer eigenen Sprache sind nicht erhalten. Vermutungen gehen in Richtung eines thrakischen oder phrygischen Ursprungs. Strabon (13,I,8) bezeichnete die Trojaner (Troer) als Teil der Thraker.

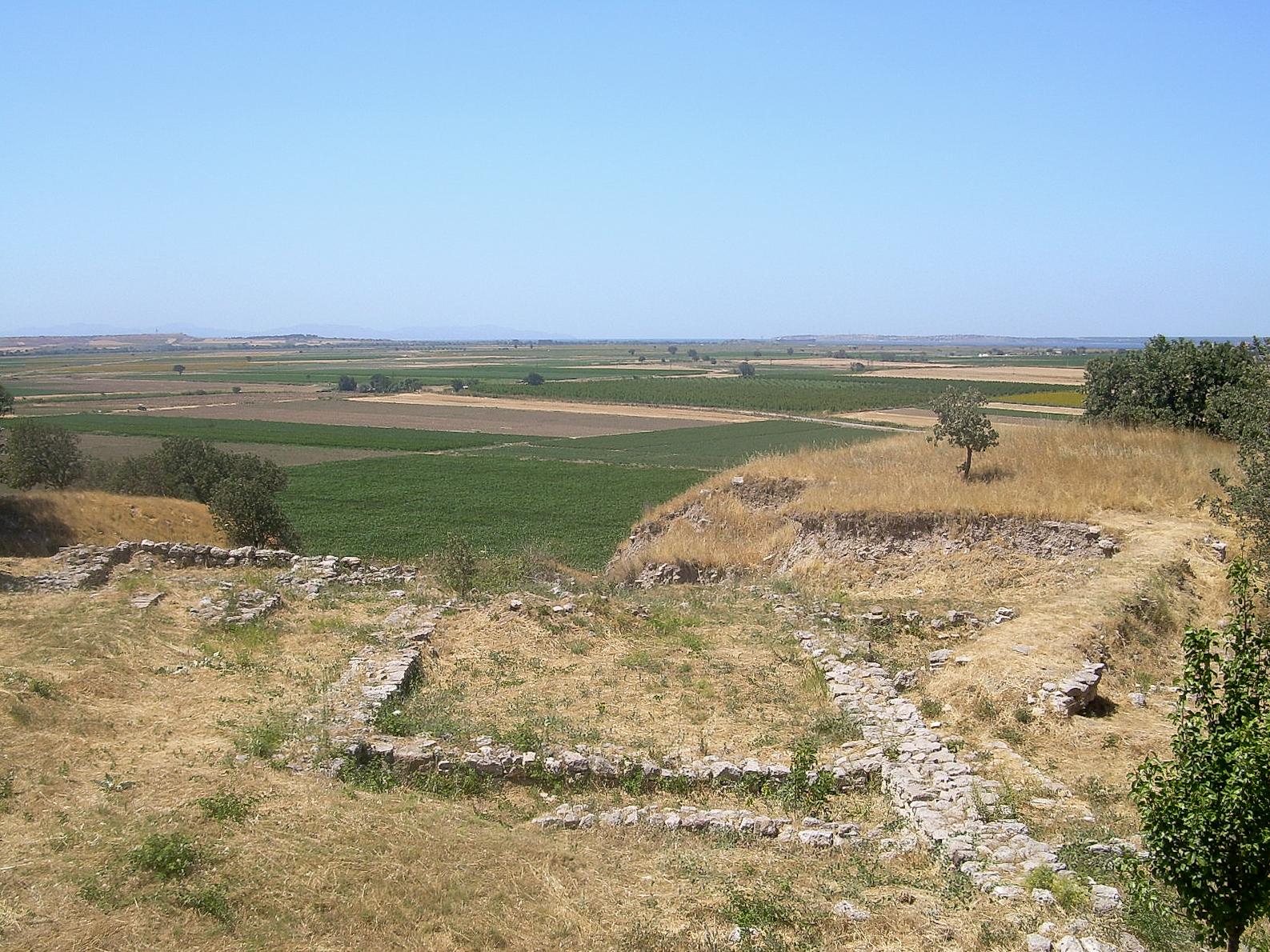
Landschaft der Troas

Teile der Troas waren in der griechischen Mythologie der Schauplatz des Trojanischen Krieges. Das in der Troas gelegene homerische Ilios ist nach einer bis heute umstrittenen Theorie, die der Indogermanist Paul Kretschmer schuf und die aktuell unter anderem vom Altorientalisten Frank Starke und vom Altphilologen Joachim Latacz vertreten wird, mit dem in hethitischen Quellen mehrmals genannten Wilusa zu verbinden. Demnach war der altgriechische Name von Wilusa in mykenischer Zeit Wilios, woraus durch Wegfall des „W“ (Digamma) bereits in vorhomerischer Zeit Ilios oder Ilion wurde.
Ferner wird von den Anhängern dieser Forschungsmeinung vertreten, dass das in einem hethitischen Text als Teil der Aššuwa-Koalition des späten 15. Jahrhunderts v. Chr. erwähnte Taruiša mit der Troas (oder Troja) verbunden werden kann. So vermutet Latacz, dass Hethiter/Luwier und Griechen eine zugrundeliegende ältere Ortsnamensform zu unterschiedlichen Zeiten in ihre Sprachen übernahmen (Taruwisa/Tru(w)isa – Troia). Im Gegensatz zu einer von ihm angenommenen Unmöglichkeit einer rein indogermanischen Lautgleichung zwischen den beiden Ortsbezeichnungen hält Ivo Hajnal die Möglichkeit einer relativen formalen Identität des homerischen Τροίη Troiē mit dem hethitischen Taruiša für gegeben.

## Geschichte
Das Gebiet der Troas war schon in der Jungsteinzeit (Neolithikum) besiedelt. In der Ebene des unteren und dem Tal des oberen Skamander fanden sich Siedlungsspuren der frühen Bronzezeit.

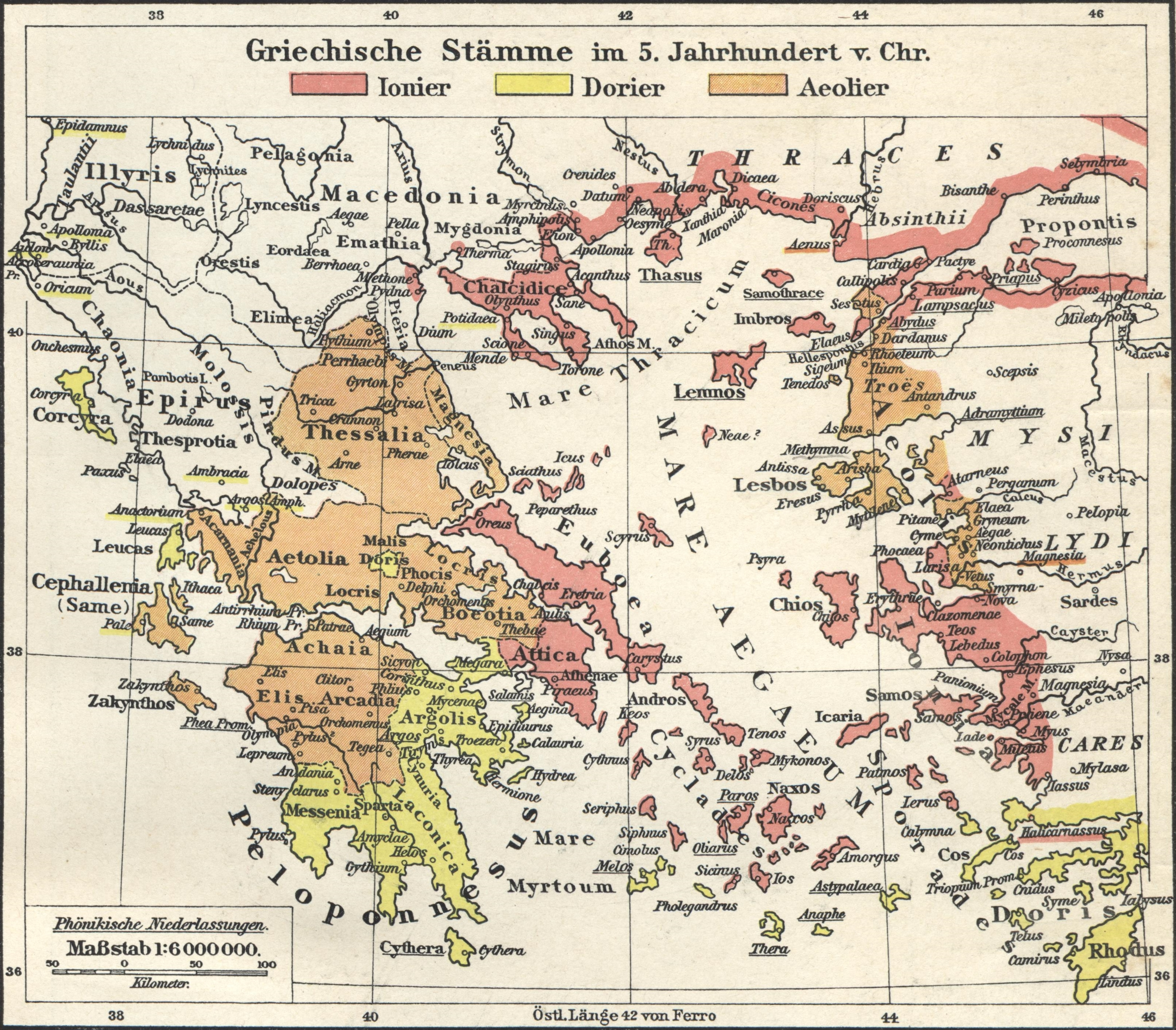
Griechische Siedlungsgebiete an der Ägäis im 5. Jahrhundert v. Chr.

Ab dem frühen 1. Jahrtausend v. Chr. wurde die Troas, namentlich an der Küste, vor allem von Aiolern besiedelt. Wichtigere Orte aus griechischer Zeit, die auch Münzen ausprägten, sind vor allem Abydos, Alexandria Troas, Antandros, Assos, Birytis, Dardanos, Gargara, Gergis, Hamaxitos, Kebren, Kolone, Lamponeia, Lampsakos, Neandreia und Skepsis.

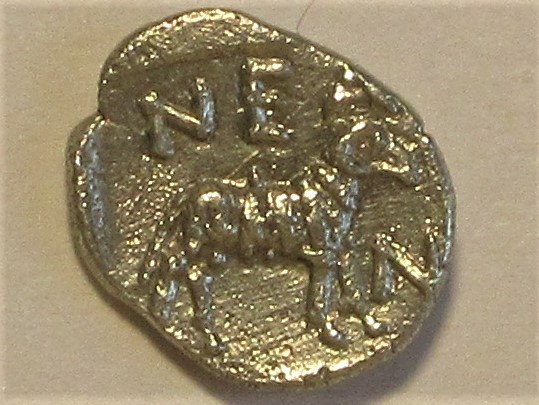
Obol aus Neandreia (Troas) mit Widder und NEAN, um 400 v. Chr., vgl. Szaiert/Sear Nr. 4091

Die Landschaft gehörte in der Diadochenzeit zur Region Mysien. Im Römischen Reich war sie Teil der römischen Provinz Asia. Unter byzantinischer Herrschaft gehörte die Troas zum Thema der Ägäischen Inseln, und während des Osmanischen Reichs war sie Teil von Bigha.
Heute ist die Troas Teil der türkischen Provinz Çanakkale und umfasst das Gebiet der Halbinsel von Biga (Biga Yarımadası). Am südwestlichen Kap Bababurun liegt mit Babakale der westlichste Punkt des kleinasiatischen Festlands.

## Naturlandschaften

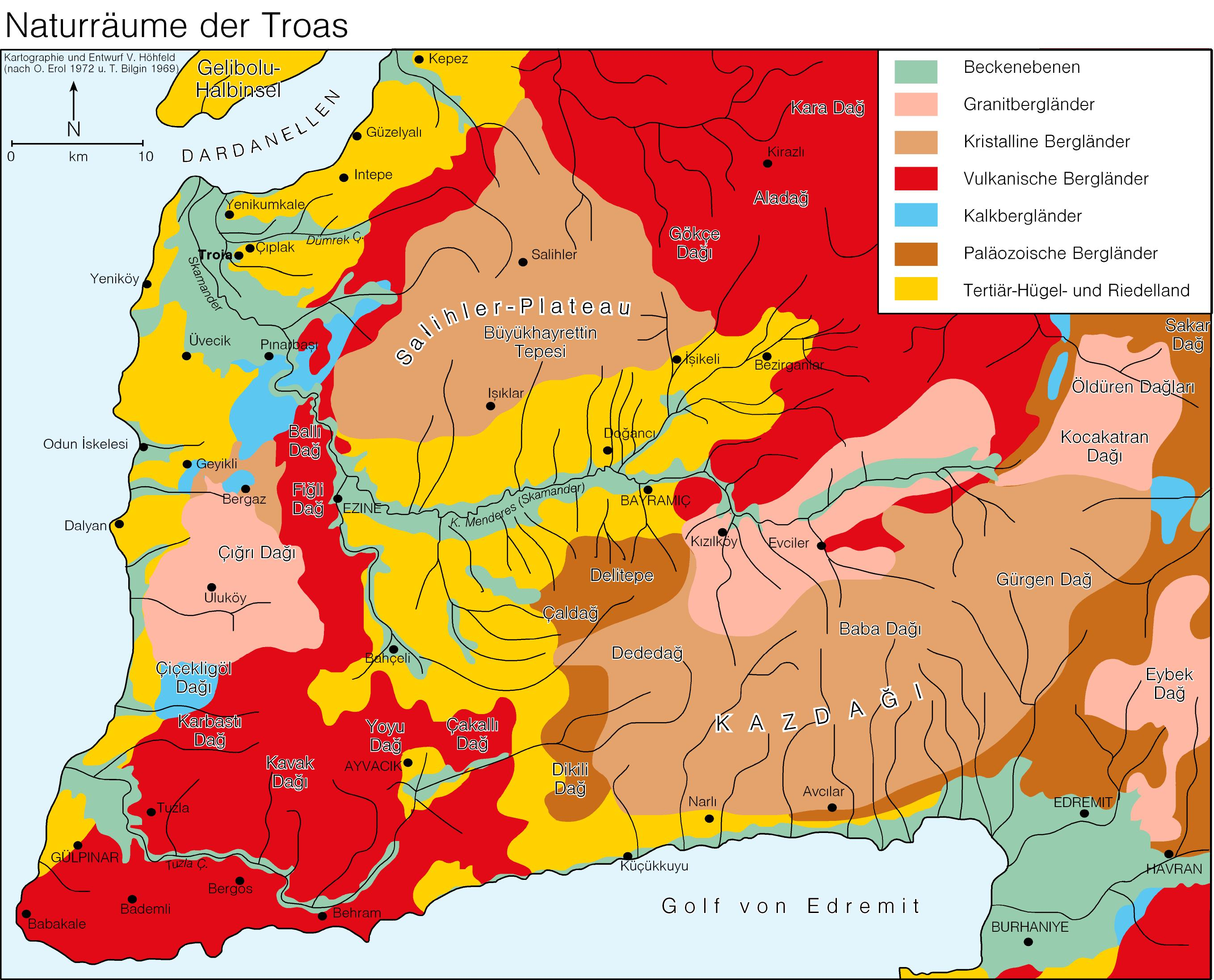
Die Karte zeigt die unterschiedlichen Naturräume der Troas entsprechend ihrer geologischen bzw. geomorphologischen Relevanz

Beiderseits der Dardanellen-Wasserstraße, jener 65 km langen, bis zu 100 m tiefen und 1,3 bis 6 km breiten Meerenge zwischen Marmarameer und Ägäis, einem aufgrund tektonischer Senkung im Pleistozän unter den Meeresspiegel getauchten Flusstal, das traditionell als Grenze zwischen Europa und Asien bezeichnet wird, prägen kaum gefaltete, weiche, tertiäre Meeres- und Brackwassersedimente aus Sandsteinen, Tonen, Mergeln und Kalken das Relief. Sie bilden mit lang gestreckten, flachen Spornen und Riedeln die Basis bäuerlichen Regenfeldbaus. In steilere Küstenpartien des Uferhügellandes mit deutlichen Uferterrassen eiszeitlicher Meereshochstände sind schmale Strandbuchten eingelassen. Im Gegensatz zum eher waldarmen Tertiärhügelland der schmalen Gelibolu-Halbinsel auf europäischer Seite bietet die Troas in Kleinasien als westlicher Teil der 100 km breiten Biga-Halbinsel vor allem in ihren höheren Partien ein abwechslungsreiches Landschaftsbild und insgesamt ein vielgestaltiges Relief vom felsigen Hochgebirge bis zum flachen Küstenhof.
In diesen Waldbergländern der Troas dienen tertiäre Becken innerhalb der zumeist ackerbaulich genutzten Riedellandschaften als Hauptträger eines intensiveren Feldbaus. Dazu zählen als Senkenzonen mit Alluvialböden unter anderem die Skamander-Dümrek-Ebene im Umfeld von Troia oder das Becken von Ezine-Bayramiç am unteren und mittleren Skamander (Kara Menderes), der mit einer Vielzahl von Zuflüssen die Troas als 124 km langer Hauptfluss entwässert. Dabei bilden die Kalkberglandschwellen des Çiçekligöl Dağı und des Fiğla Dağı mit seinen Basaltaufsätzen (Ballı Dağ) zwischen westlicher und innerer Troas einen auffällig trennenden Sperrriegel, in den sich der Skamander mit einem engen Durchbruchstal (Araplar Boğazı) zwischen Ezine und Taştepe eingeschnitten hat. Die höheren Bergländer, von denen einige erzführende Lagerstätten aufweisen, gruppieren sich – jeweils gegenüberliegend – rings um die Senkenzone des mittleren Skamander zwischen Ezine und Bayramiç.
Im Westen liegt das Granitbergland des 579 m hohen Çigri Dağı mit den Ruinen von Neandria. Gegenüber, etwa 70 km entfernt im Osten, erheben sich die Granitberge der Öldüren Dağları eingehüllt vom gefalteten Paläozoikum des Sakar Dağı. Besonders markante Beispiele der granitischen Wollsackverwitterung mit Tafonibildung findet man in den Granit-Regionen rund um den Çığrı Dağı und südwestlich davon bei Kocalı, Yavaşlar, Kayacık, Karakışlar, Belenobası bzw. Tavaklı, am Südostrand des Salihler-Plateaus bei Kuşçayır sowie am Yanık T. zwischen Kocaköy und Gülpınar. Im Südosten ragt der kristalline Schiefergebirgsstock des zum Teil dicht bewaldeten Kaz Dağı (Ida-Gebirge) auf mit den paläozoischen Nordwest- und Westabdachungen des Dede Dağı, Çal Dağı, Dikilidağ und Delitepe. Gegenüber im Nordwesten steigt das waldreiche Salihler-Schieferplateau (Büyükhayrettin Tepesi) bis auf über 500 m an. Nordöstlich anschließend erreichen Ausläufer andesitisch-trachytischer Vulkanbergländer mit ausgedehnten Hochwäldern im Kara Dağı, Aladağ und Gökçedağ Höhen von mehr als 750 m. Gegenüber, in der südwestlichen Troas, bildet die Vulkanlandschaft des Kavak Dağı, Karbastı Dağı und Yoyu Dağı ein zumeist baumarmes, ausgedehntes Plateau. Die überall auffällig präsenten Vulkanite weisen zusammen mit den Thermalquellen von Kestanbul Kaplıca und Tuzla die Troas als latente tektonische Unruhezone aus. Schwerere Erdbeben in dieser Region dürften unter anderem für den Niedergang antiker Städte, wie Troia oder Alexandria Troas, verantwortlich sein.

## Landwirtschaft
Nach allem bisherigen Wissen war die Troas im 19. Jahrhundert mit wenigen Ausnahmen ackerbaulich »unbebaut und mit Fichten und Eichen bedeckt«. Obwohl auch heute noch beträchtliche Teile der Troas mit Wald bedeckt sind, hat sich das Landschaftsbild vor allem im Umfeld der Dörfer gravierend verändert – weniger durch Zunahme des Feldbaus, als vielmehr durch die überstockte Kleintierhaltung der Bauern. Innerhalb der Waldbergländer ist Ackerbau selten. Auf Rodungsinseln wird heute weitgehend Kleinviehwirtschaft betrieben, die durch Waldweide auch im weiteren Umfeld der Gehöfte die Busch- und Waldlandschaften nutzt und schädigt. Unkontrollierte Überweidung vor allem durch Ziegen hat in vielen Teilen der Troas unverwechselbar auffällige Landschafts-Charaktere geschaffen, an denen sich die Stadien einer langen Landschaftszerstörung ablesen lassen. Typisch geworden sind degradierte Wald-, Busch- und Graslandschaften unterschiedlichsten Zerstörungsgrades durch Viehverbiss und Viehtritt. Besonders auffällig sind derartige Landschaften vor allem auf den von Wald durchsetzten vulkanischen Hochplateaus im Südwesten der Troas, wo die Voraussetzungen für ökonomisch vertretbaren Ackerbau bescheiden sind und deshalb Kleinviehhaltung vorherrscht. In den Hügellandpartien zwischen Ezine und dem Karadağ, besonders aber in den relativ dicht mit Dörfern besetzten und von vulkanischen Decken geprägten, südwestlichen Berglandbereichen um den Tuzla Çayı sind die Spuren traditioneller Kleinviehhaltung überall auch außerhalb der Nahbereiche der Siedlungen offensichtlich. Während das höhere Hinterland und die Flanken der Talkerben zwischen Tavaklı, Ayvacık und Assos durch Aufforstung (wieder) von zum Teil dichten Wäldern bedeckt sind, zeigen sich die meeresnahen Partien oft als kahle oder buschbedeckte Hochflächen mit marginalem Wirtschaften auf Kleinviehbasis. Hier sind es nicht mehr kleinere Rodungsinseln innerhalb der Waldungen, hier breiten sich weitläufige karge Weideflächen aus.
Obwohl viele der Tertiär-Riedel der westlichen troadischen Küstenpartien und beiderseits des mittleren Skamander von Getreidekulturen eingenommen werden, ist die Troas insgesamt immer noch eher extensiv bewirtschaftet. Sieht man einmal davon ab, dass weite Landschaftsteile des Salihler-Plateaus, des Kavak Dağı oder des Kaz Dağı ohnehin mit einem dichten Waldkleid bedeckt sind, so findet man selbst in den offeneren Landschaften immer wieder Reste größerer Kiefern- und Eichenbestände, wobei unter den letzteren die Walloneneichen (auch „Gerbereiche“, Quercus ithaburensis macrolepis) als Lieferant für Gerbstoffe eine historische Sonderstellung hatten. Von den 974.000 Hektar der Provinz Çanakkale sind knapp 54 % Wald und Buschland und nur 34 % Kulturlandflächen. Baumarme landwirtschaftliche Flächen sind eher selten, und die Durchsetzung der Agrarlandschaft mit Schatten spendenden Bäumen, wie Wildobst oder Weißdorn, ist typisch. Darüber hinaus bildet die Köhlerei in der Troas eine nicht unerheblich ökonomisch ergänzende Bedeutung. Ölbäume und Walloneneichen besetzen als Stockwerkkulturen weit verbreitet die Getreideflächen, und in kleinen und großen Gärten kultivierte Obstbaumbestände im Umfeld der Dörfer verleihen manchen Partien der troadischen Kulturlandschaft das abwechslungsreiche Bild einer Gartenbauregion. Im Hinterland von Assos erinnern die von Heckensträuchern umhegten unregelmäßigen Blockfluren und Feldwege an eine jener typisch europäischen Hecken- und Knicklandschaft, wie man sie auch in Schleswig-Holstein, in den französischen Les Landes, in Irland oder Großbritannien findet. Besonders in den mit fruchtbaren Alluvionen aufgeschwemmten Binnenbecken und Küstenebenen zeigt die Troas inzwischen ihren intensivsten Nutzungscharakter. Noch vor wenigen Jahrzehnten waren derartige Flächen kaum bewässert und weitgehend mit traditionellen Ackerkulturen bewirtschaftet. Das war in der Vergangenheit offensichtlich nicht immer so: Reste alter aufgelassener Ackerterrassen verweisen an vielen Stellen der Berglandbereiche – speziell im Umfeld antiker Siedlungsreste – auf eine einst deutlich intensivere Kultivierung des Raumes im Terrassenfeldbau, der nach derzeitigem Forschungsstand nicht nur bis in die »neugriechische« Besiedlung der türkischen Westküsten zurückreicht, sondern zumindest bis in die spätantik-byzantinische.
Die seit Beginn des 20. Jahrhunderts zunehmende Bevölkerungsdichte in der Türkei hatte eine teilweise bis zur Unvernunft gesteigerte Landnahme auch in der Troas zur Folge. Sie geschah auch dort auf Kosten von Wäldern und Weiden. Wegen zu geringer Erträge versuchten viele Landwirte als Alternative zu intensivieren. An die Stelle der üblichen Brachrotation traten zunächst Fruchtrotation und Düngung, um eine Übernutzung der Böden in Grenzen zu halten. Alternativen zur Rodung der Bergländer oder zur Intensivierung bestehender Ackerflächen standen zunächst kaum zur Verfügung, denn Teile des Alluviallandes der Troas wurden noch bis vor wenigen Jahrzehnten zur Hochwasserzeit regelmäßig überschwemmt. Partien sind heute trotz Drainage noch versumpft. Das gilt vor allem in den unteren Deltaregionen des Skamander und des Tuzla Çayı. Dadurch erhöhte sich zwar die Fruchtbarkeit der Böden, gleichzeitig verschärfte sich aber auch – neben der Ausbreitung der Malaria – wegen der stark hygroskopischen Böden die Versumpfung und Morastierung, die eine Bearbeitung stark beeinträchtigten.
Heute sind die Becken und Küstenebenen fast überall drainiert, und es stehen nach Anlage von Kleintalsperren (gölet) verschiedene staatliche Bewässerungsanlagen zur Verfügung. Die Erschließung der Überschwemmungsareale hatte in der Troas durch angesiedelte Muhacir (politische Rückwanderer aus verlorenen Gebieten des Osmanischen Reiches) begonnen. Der Auf- und Ausbau eines ausgedehnten und wirkungsvollen Be- und Entwässerungsnetzes war in der Türkei bereits vor dem Zweiten Weltkrieg durch das DSI (Devlet Su Işleri, Staatswasserbauamt) erfolgt und wurde später seit Mitte der 1960er Jahre durch das Boden- und Wasseramt (Topraksu) kräftig vorangetrieben. Trotz deutlicher Ausweitung des Ackerlandes innerhalb der Troas um mehr als ein Drittel seit den 1970er Jahren gingen dort die Getreidefluren eher zurück. Während der Nachkriegsjahre hatte sich eine weitgehende Mechanisierung der Landwirtschaft auch in der Troas vollzogen, die vor allem in den küsten- und europanahen Regionen der Troas eher anlief als im troadischen Hinterland. Im Gegensatz zu den großen Küstenebenen der Türkei erfolgte in der Troas keine Ausdehnung der Anbauflächen zugunsten der damals nur vereinzelt kultivierten Baumwolle, sondern es wurden zunächst weiter die traditionell üblichen Feldfrüchte angebaut.
Obwohl die Baumwolle zu den sogenannten Cash Crops der türkischen Agrarlandschaft zählt, setzte sich ihre vermehrte Kultivierung in der Troas eher zögerlich durch. Baumwollanbau blieb bis in die Gegenwart trotz Ausdehnung des Bewässerungslandes (gegenwärtig sind nur etwa 42 % von möglichen 120.600 ha bewässert) eher ohne auffällige Dominanz. Baumwollkulturen bedecken dort nur 1,5 % der bearbeiteten Ackerflächen. Vor etwa 30 Jahren lagen die Durchschnittserträge von Baumwolle in der Troas bei ca. 500 kg/ha. Heute sind sie etwa dreimal so hoch, erreichen damit aber nicht einmal das Landesmittel (3800 kg/ha 2004). Mit der Ölkrise Ende der 1970er Jahre hatte sich seit Anfang der 1980er Jahre die Anbauflächen für Baumwolle auch in der Troas verringerten. Trotzdem produzieren die Troasbauern heute mehr als doppelt so viel Baumwolle wie 30 Jahre zuvor: Aufgrund verschiedenster Intensivierungsmaßnahmen erlebte die Baumwolle nach den 1990er Jahren deutliche Steigerungsraten mit spürbarer Zunahme der Hektarerträge. Lagen die Durchschnittserträge von Baumwolle in der Troas vor etwa 30 Jahren noch bei ca. 500 kg/ha, sind sie heute etwa dreimal so hoch, erreichen damit aber nicht einmal das Landesmittel (3800 kg/ha 2004). Andererseits konnten dank fortschreitender Intensivierung die Gemüseanbauflächen in der Troas auf Kosten der Baumwolle kräftig aufgestockt werden. Die Gewinner der Agrarlandausweitung durch Drainage und Bewässerung der Alluvialebenen waren zweifellos nicht die Baumwoll-Farmer, sondern die Gemüse-Bauern der Troas.
Eine landwirtschaftliche Besonderheit der westanatolischen Küstenlandschaften sind Ölbaumkulturen. Auch in der Troas ist der Ölbaum der wichtigste fruchttragende Baum, der partiell in ausgedehnten Monokulturen eine dominante Rolle spielt. Seine Früchte werden vor allem zur Ölgewinnung und als Speiseoliven verwendet. Eine Intensivierung des Olivenanbaus in der Troas wurde bereits seit Beginn der griechischen Kolonisation in archaischer Zeit verzeichnet. Neben der Verwendung als Speiseöl diente das Olivenöl in der Antike als wichtigster Brennstoff für die Beleuchtung, wie die zahlreich gefundenen tönernen antiken Öllampen belegen. Bis zum Anfang des 20. Jahrhunderts lag die Olivenölproduktion an der kleinasiatischen Küste überwiegend in den Händen der griechischen Bevölkerung.
Das nördlichste ägäische Ölbaumgebiet der Türkei liegt um den Golf von Edremit auf den Südabhängen des Kaz Dağ (Idagebirge) und an der westlichen Troasküste mit riesigen Monokulturen (über neun Millionen Bäume). Viele Flächen sind im Besitz der Verwaltung frommer Stiftungen (Vakıf) und werden in Großbetrieben bewirtschaftet. Das verhilft dem Edremit-Gebiet zu dem Ruf, die hochwertigsten Öle und Speiseoliven der Türkei zu produzieren. In der Troas findet man derartige Olivenkulturen vor allem an der mittleren und östlichen Edremit-Golfküste zwischen Assos und Edremit, an der westlichen Edremit-Golfküste zwischen Sürüce und Deveboynu Burnu sowie in der westlichen Troas mit Schwerpunkten um Geyikli, Geyikli İskelesi und Dalyan, Bozköy, Kumburun, Çamoba, Mecidiye, Darıköy, Gökçebayır sowie Kemallı, wo sich eine florierende Seifen- und Ölindustrie entwickelt hat.

## Klima

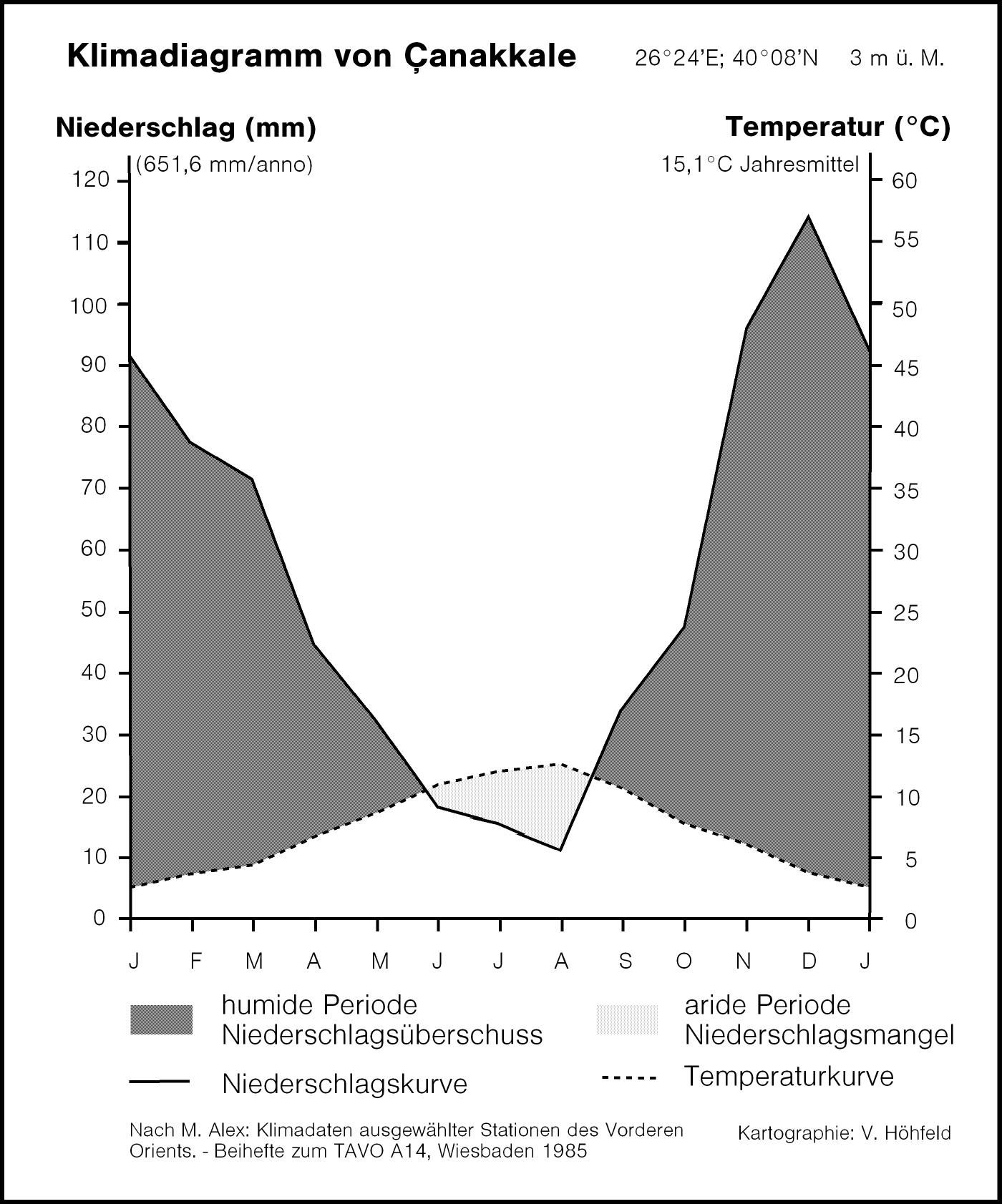
Das Klimadiagramm für Çanakkale zeigt die für die Küstenlage klare Zweiteilung des (Mittelmeer-)Klimas mit kurzem, heiß-trockenem Sommer und typischem Winterregen-Regime.

Die auffällige Präsenz ausgedehnter Ölbaumkulturen von den Küsten bis weit ins Landesinnere signalisieren die Lage der Troas im (weitestgehend) frostfreien mediterranen Klimabereich. Nach Oğuz Erol zählt die Biga-Halbinsel, und damit auch die Troas, zum klimatischen Großraum der Marmara-Region. Andererseits wird der Raum von Sırrı Erinç und Michael Alex noch zum Mittelmeertyp gerechnet, womit er sich als klimatische Übergangsregion zwischen den Extrema der Ägäis-Region einerseits und der Schwarzmeer-Region andererseits offenbart. Man sollte sich allerdings nicht von hohen Sommer-Temperaturen von bis zu 39 °C täuschen lassen. Im Sommer haben wir etwas kühlere und feuchtere Verhältnisse als in der Ägäis. Während der bekannte Passatwind der Etesien (Meltemi) von Juni bis September als sommerlich kühlender Nordwestwind den Windmotor antreibt, wird das Klima bisweilen von kälteren Poyraz-Winden aus Nordosten bestimmt, die bis weit in die Dardanellendepression und die Ägäis hinein wirksam bleiben, was für kürzere Regenperioden verantwortlich ist.

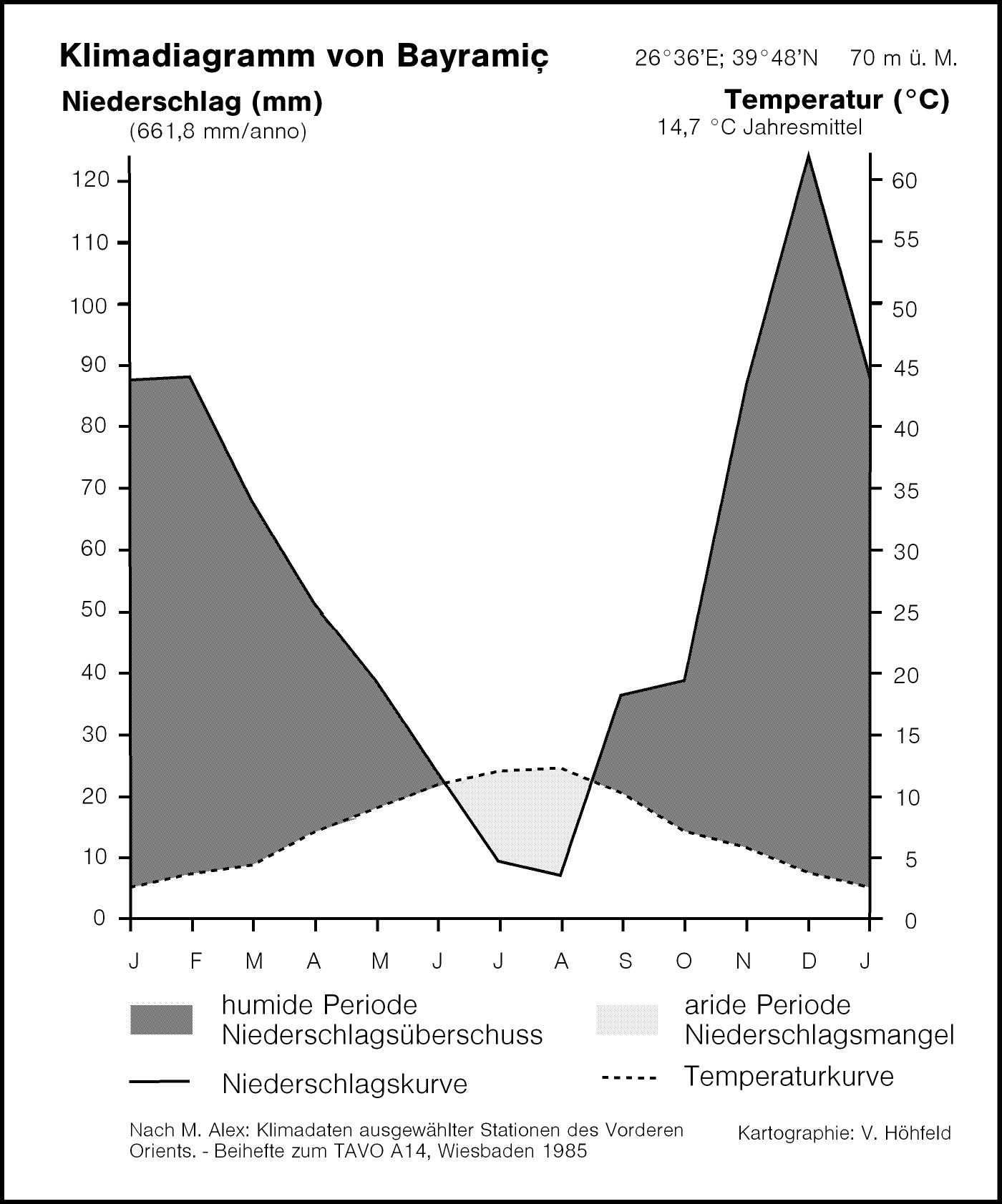
Auch das Klimadiagramm für Bayramiç zeigt die für die innere Troas deutliche Zweiteilung des Klimas mit kurzem, heiß-trockenem Sommer und Winterregen-Regime – allerdings mit etwas mehr Niederschlägen und leicht höheren Sommer- bzw. leicht niedrigeren Winter-Temperaturen.

Die Winter sind nicht immer so mild, wie es statistische Mittelwerte annehmen lassen. Nicht selten weht der Lodos als gefürchteter winterlicher Südwest- bis Südoststurm von Oktober bis April. Dann liegt das Gebiet im Bereich der Zugbahnen von Tiefdruckgebieten, die von der Ägäis zum Schwarzen Meer ziehen, auf deren Rückseite Kaltlufteinbrüche mit Schneestürmen von Nordwesten nicht selten sind. Trotz moderater Jahresmitteltemperaturen von 15–20 °C in Küstennähe und 10–15 °C in höheren Regionen ist der Winter mit Mittelwerten zwischen 0 und 10 °C (Januar) schon recht frisch. Auf den Bergländern von Kaz Dağı und Karadağ herrscht dann sogar Frost. Statistiken vermerken selbst für die Küstenstadt Çanakkale durchschnittlich 26,2 Frost- und 3,9 Schneetage im Jahr. Als tiefste Temperatur wurden dort −11,0 °C gemessen. Die hin und wieder auf weiten Flächen erfrorenen Olivenbestände signalisieren die „Nähe“ der Troas zum gemäßigten Klimabereich Mitteleuropas mit unvermittelt auftretenden winterlichen Kaltlufteinbrüchen aus dem Norden bis mitunter weit nach Süden zum Golf von Edremit (Winter 1986/87). Der Gebirgsstock des Ida-Gebirges (Kaz Dağı) reicht mit seinem 1774 m hohen Hauptgipfel deutlich über die winterliche Frostgrenze hinaus, wirkt als Klimascheide zur Ägäis, grenzt die Landschaft der Troas nach Süden hin markant ab und erlaubt dort im frostgeschützten, trockeneren Süden problemlos ausgedehnte Olivenhaine auf den Gebirgsflanken und den westlichen Ausläufer. Dort stellt sich das Frühjahr auch in etwas höheren Lagen bereits deutlich früher ein als auf dem Salıhler-Plateau oder der Nordseite dieses Gebirges. Im höheren Kaz Dağı liegen die Niederschläge deutlich über 1000 mm im Jahr. Im mediterranen Winter-Niederschlagsregime mit Sommertrockenheit können mittlere Jahresniederschläge von 600 bis 1000 mm je nach Lage und Höhe schwanken (Çanakkale: max. 977,7 mm, min. 414,0 mm). Regenmengen von 500–600 mm, die mit 80-prozentiger Sicherheit jedes Jahr mindestens fallen, sind aber für den Regenfeldbau in der ländlichen Troas mehr als ausreichend. Hier auf den Höhen des Kaz Dağı hat sich zwischen 300 und 1650 m Höhe die „Troja-Tanne“ (Abies nordmanniana subsp. equi-trojani, Syn. Abies equi-trojani), auch Kleinasiatische Tanne oder Westtürkische Tanne genannt, als einziges natürliches Vorkommen in einer Art Rückzugs-Domizil erhalten können. Auch der lateinische Name der Himbeere (Rubus idaeus), der auf Plinius zurückgeht, rührt von diesem Kaz Dağı (Ida-Gebirge) her.